# 699 TCN
699 TCN là một năm trong lịch La Mã.